# Геджети
Геджети (груз. გეჯეთი) — село в Грузии, на территории Сенакского муниципалитета края (мхаре) Самегрело-Верхняя Сванетия.

## География
Село находится в западной части Грузии, на левом берегу реки Техури, на расстоянии приблизительно 6 километров (по прямой) к северо-востоку от города Сенаки, административного центра муниципалитета. Абсолютная высота — 57 метров над уровнем моря.

## Население
По результатам официальной переписи населения 2014 года в Геджети проживало 878 человек (426 мужчин и 452 женщины). В национальной структуре населения грузины составляли 99,2 %.
| Год  | Население, человек |
| ---- | ------------------ |
| 2002 | 1261               |
| 2014 | ↘ 878              |